# Sóng nhiệt Pakistan 2023
Sóng nhiệt Pakistan 2023 bắt đầu từ tháng 3 đến hết tháng 6 năm 2023. Theo Cục Khí tượng Pakistan (PMD), Pakistan đã phải trải qua đợt nắng nóng lớn nhất lịch sử. Các cảnh báo về nhiệt độ cao hơn bình thường đã được công bố. 
Biến đổi khí hậu là nguyên nhân chính gây ra đợt nắng nóng, đặc biệt là Pakistan dễ bị tổn thương trước các hiện tượng thời tiết cực đoan và biến đổi khí hậu bất thường. Hậu quả đợt nắng nóng đã làm 22 người chết.

## Phản ứng

### Tổ chức Ân xá Quốc tế
Tổ chức Ân xá Quốc tế đã kêu gọi hành động quốc tế để cứu Pakistan khỏi những đợt nắng nóng nghiêm trọng và kêu gọi chính phủ xây dựng các kế hoạch để bảo vệ hàng triệu người khỏi những tác động sức khỏe của nắng nóng gay gắt.
Trong báo cáo của họ được công bố vào Ngày Môi trường Thế giới (5 tháng 6), họ đã nhấn mạnh người Pakistan dễ bị tổn thương trước các đợt nắng nóng do thiếu đồ bảo hộ chống nóng và hơn 40 triệu người Pakistan sống trong tình trạng không có điện do sự cố mất điện kéo dài.